# Pulau Tereweng
Pulau Tereweng är en ö i Indonesien.   Den ligger i provinsen Nusa Tenggara Timur, i den sydöstra delen av landet, 1 900 km öster om huvudstaden Jakarta. Arean är 4,0 kvadratkilometer.
Terrängen på Pulau Tereweng är lite kuperad. Öns högsta punkt är 373 meter över havet. Den sträcker sig 2,4 kilometer i nord-sydlig riktning, och 2,7 kilometer i öst-västlig riktning.